# Ивановская, Александра Васильевна
Алекса́ндра Васи́льевна Ивано́вская (урожденная Покро́вская; 1847—1870) — российская переводчица

.

## Биография
Александра Покровская родилась в 1847 году в семье петербургского священника.  Получила хорошее домашнее воспитание и живо интересовалась богословскими и философскими вопросами. 
В 1866 году вышла замуж за профессора Казанской духовной академии, знатока русского старообрядчества Николая Ивановича Ивановского. Переехав вслед за мужем в Казань примкнула к учёному академическому кружку и принимала деятельное участие в переводе философского сочинения Германа Ульрици — «Бог и Природа» (2 ч., Казань, 1867—1868).
Умерла в 1870 году через год после рождения сына, по сведениям «Русского биографического словаря» 12 апреля, по другим источникам — 10 марта.